# A. Harry Moore
Arthur Harry Moore, född 3 juli 1879 i Jersey City, New Jersey, död 18 november 1952 i Somerset County, New Jersey, var en amerikansk demokratisk politiker. Han var guvernör i delstaten New Jersey 1926-1929, 1932-1935 och 1938-1941. Han representerade New Jersey i USA:s senat 1935-1938.
Moore utexaminerades från Cooper Union i New York. Han avlade sedan juristexamen vid New Jersey Law School (numera en del av Rutgers University). Han inledde 1922 sin karriär som advokat i Jersey City.
Moore efterträdde 1926 George Sebastian Silzer som guvernör i New Jersey. Han efterträddes tre år senare som guvernör av Morgan Foster Larson.
Moore tillträdde 1932 på nytt som guvernör. Den 1 mars 1932 kidnappades Charles Lindberghs son Charles, Jr., 20 månader gammal i Hunterdon County. Han återfanns mördad den 12 maj 1932. Guvernör Moore blev känd i hela USA tack vare den framträdande roll han tog på sig i undersökningarna av det berömda mordfallet. Moore efterträddes i januari 1935 som guvernör av Harold G. Hoffman.
Moore besegrade sittande senatorn Hamilton F. Kean i senatsvalet 1934. Han tillträdde som senator för New Jersey 4 mars 1935. Han avgick 17 januari 1938 för att tillträda som guvernör en tredje gång. Den tredje gången efterträddes han 1941 som guvernör av Thomas Edisons son Charles Edison.
Moores grav finns på Bayview - New York Bay Cemetery i Jersey City.